# Римске терме у Чачку
Римске терме у Чачку је археолошко налазиште у центру Чачка у непосредној близини хотела Београд. Откривена је приликом реконструкције градског центра ископавањем темеља за стамбени објекат. На основу резултата истрживања закључено је да су терме изграђене крајем III и почетком IV века. Претпоставља се да су срушене 378. године. Откривено је да се ради о архитектонскм остацима купатила.

## Конзервација и обнова
Заштитна археолошка истраживања су изведена током 1970. године. То је објављено у сарадњи Завода за заштиту споменика културе из Краљева и Народног музеја у Чачку. Радови на конзервацији обављени су 1971. и 1972. године. Обновљене су почетко 80- их година IV века. Биле су у употреби до првих деценија V века.